# Zdeněk Miler
Zdeněk Miler (Kladno, 21 febbraio 1921 – Nová Ves pod Pleší, 30 novembre 2011) è stato un illustratore, animatore e regista ceco.

## Biografia
È nato a Kladno, una città a ovest di Praga, in quella che allora era la Cecoslovacchia.
Il suo gusto per il disegno risale alla sua infanzia; nel 1936 entra alla Scuola Nazionale di grafica di Praga. In seguito ha studiato presso il Collegio di Arti Applicate di Praga (Uměleckoprůmyslová Škola Praha). Ha iniziato la sua carriera nel 1942 nello studio Bat'a a Zlín, dove si è specializzato nella produzione di film di animazione. Dopo la seconda guerra mondiale, incomincia a lavorare per la società di produzione di film d'animazione Bratří v triku, dove ha iniziato come disegnatore, e successivamente come regista. Alla fine ha preso il comando della società.
Autore di una settantina di film, il suo personaggio più famoso, una piccola talpa (Krtek o Krteček nella lingua d'origine), è presente in almeno cinquanta cortometraggi.
Negli Anni 70 realizza una serie di cortometraggi con protagonista Cvrček, il grillo musicista.
È scomparso nel 2011 all'età di 90 anni.